# 스트레스 테스트
스트레스 테스트(stress testing)는 주어진 시스템이나 실체의 안정성을 결정하기 위해 진행되는 신중하고도 면밀한 테스트이다. 결과 관찰을 목적으로 이따금은 한계점에 이를 만큼의 일반적인 운용 능력을 넘어서는 테스트를 수반한다. 이유는 다음을 포함한다:
- 한계점이나 안전 이용 한계를 결정하기 위해
- 의도된 규격이 충족하는지 확인하기 위해
- 고장 원인을 결정하기 위해 (어떻게 시스템이 실패하는지)
- 표준 이용을 벗어난 시스템이나 그 일부의 안정적인 동작을 테스트하기 위해

신뢰성 공학자들은 특정 아이템의 동작 수명이나 고장 원인을 결정할 목적으로, 예측되는 스트레스, 또 심지어는 급진적인 스트레스 하에서 아이템을 테스트하기도 한다.

## 금융
금융에서의 금융 시스템 스트레스 테스트(financial system stress test)는 금융기관의 재무건전성을 평가하는 방법이다. 예외적이지만 일어날 수 있는 가능성이 있는 여러 시나리오를 상정하여 그러한 위기 상황시 해당 금융기관의 재무 건전성을 파악하는 것이다. 그런 예로서.
- 실업률이 X% 증가하면 어떤 변화가  얼마나 일어날 있을 것인가?
- GDP가 X% 하락하면 어떤 변화가  얼마나 일어날 있을 것인가?
- 이자율이 X% 상승하면 어떤 변화가  얼마나 일어날 있을 것인가?
- 원유가격이 X% 상,하락하면 어떤 변화가  얼마나 일어날 있을 것인가?

등이 있다. 하지만, 이런 가상의 위기 상황에 따른 손익계산서와 대차대조표의 모의 결과는 개별 금융기관만이 당하는 어려움만 보여줄 뿐, 전체 금융 시장(금융기관 서로가 서로에게 채권자이자 채무자인 복잡한 시스템)이 혼란에 처하였을 경우에 대해서는 제대로 된 답을 줄 수 없다.

## 컴퓨팅

### 하드웨어
컴퓨터 하드웨어에 막대한 수준의 스트레스를 주면 일반 환경에 있을 때의 안정성을 보증할 수 있다.
하드웨어 스트레스 테스트와 안정성은 종속적이며 시스템이 어떻게 쓰일 것인가에 따라 다양할 수 있다.
에이수스의 한 기술자는 2012년 인텔 X79 시스템의 오버클럭에 관한 문건에서 유용한 결과를 얻기 위해 테스트 소프트웨어를 신중하게 선택하는 것이 중요하다고 충고했다.
스트레스 테스트에 흔히 쓰이는 소프트웨어로는 프라임95, 인텔 프로세서 진단 테스트, 인텔 번 테스트, 에이다, Memtest86, 패스마크 번인, LinX (AVX), OCCT, S&M 등이 있다.

### 소프트웨어
소프트웨어 테스트에서 시스템 스트레스는 일반 환경에 있을 때 올바르게 동작하는지를 고려하는 것보다 막대한 부하를 통해 튼튼함, 이용 가능성, 오류 관리를 강조한다. 한 예로 웹 서버는 스크립트, 봇, 또 다양한 DoS 도구를 사용하여 스트레스 테스트를 할 수 있으며, 이를 통해 부하가 최고치일 때 웹 사이트의 성능을 관찰할 수 있다.

## 원자력 발전소
2011년 일본 지진 이후 유럽연합 집행위원회는 유럽 내 모든 원자력 발전소는 스트레스 테스트를 통해 발전소들이 최고의 안전 표준을 준수하고 있는지 검증할 것을 결정하였다. WENRA가 최초의 스트레스 테스트 계획을 공개한 뒤 스트레스 테스트가 충분히 엄격하게 진행되지 않을 것이라는 비평을 받았다.
대한민국에서는 월성 1호기와 고리 1호기에 대해 시행될 예정이다.

## 같이 보기
- 소프트웨어 테스트